# Le Promenoir des deux amants
Pour l'œuvre de Claude Debussy, voir Le Promenoir des deux amants (Debussy).
Pour les articles homonymes, voir Les Deux-Amants.
Le Promenoir des deux amants est une ode de Tristan L'Hermite, publiée en 1633 dans le recueil des Plaintes d'Acante puis, dans une version corrigée, dans Les Amours en 1638.
Mis en musique à plusieurs reprises, notamment par Claude Debussy dans trois mélodies composées de 1904 à 1910 et publiées sous le même titre, il s'agit du poème le plus célèbre de son auteur, dont les thèmes et la technique ont été le plus commentés par les critiques.

## Analyse
Cette ode « signale, mieux que toute autre, la dette de Tristan envers le Théophile de La Solitude : même forme (quatrains féminins d'octosyllabes à rimes embrassées) et surtout même sujet, pour lequel Tristan trouve un titre beaucoup plus adéquat ».
Selon Jacques Madeleine, « Tristan n'était pas l'homme qui polit et repolit vingt fois ses ouvrages. Il nous le déclare avec une insouciance confiante qui n'est nullement feinte : c'est même sans effort qu'il prétend s'immortaliser par ses vers — si l'on excepte une retouche heureuse entre toutes, et qui vaut transfiguration » :
|  | Version des Plaintes d'Acante (1633) Ces roseaux, cette fleur vermeille Et ces glais en l'eau parraissants Forment les songes innocents De la Naïade qui sommeille. | Version des Amours (1638) L'ombre de cette fleur vermeille Et celle de ces joncs pendants Paraissent être là dedans Les songes de l'eau qui sommeille. |  |

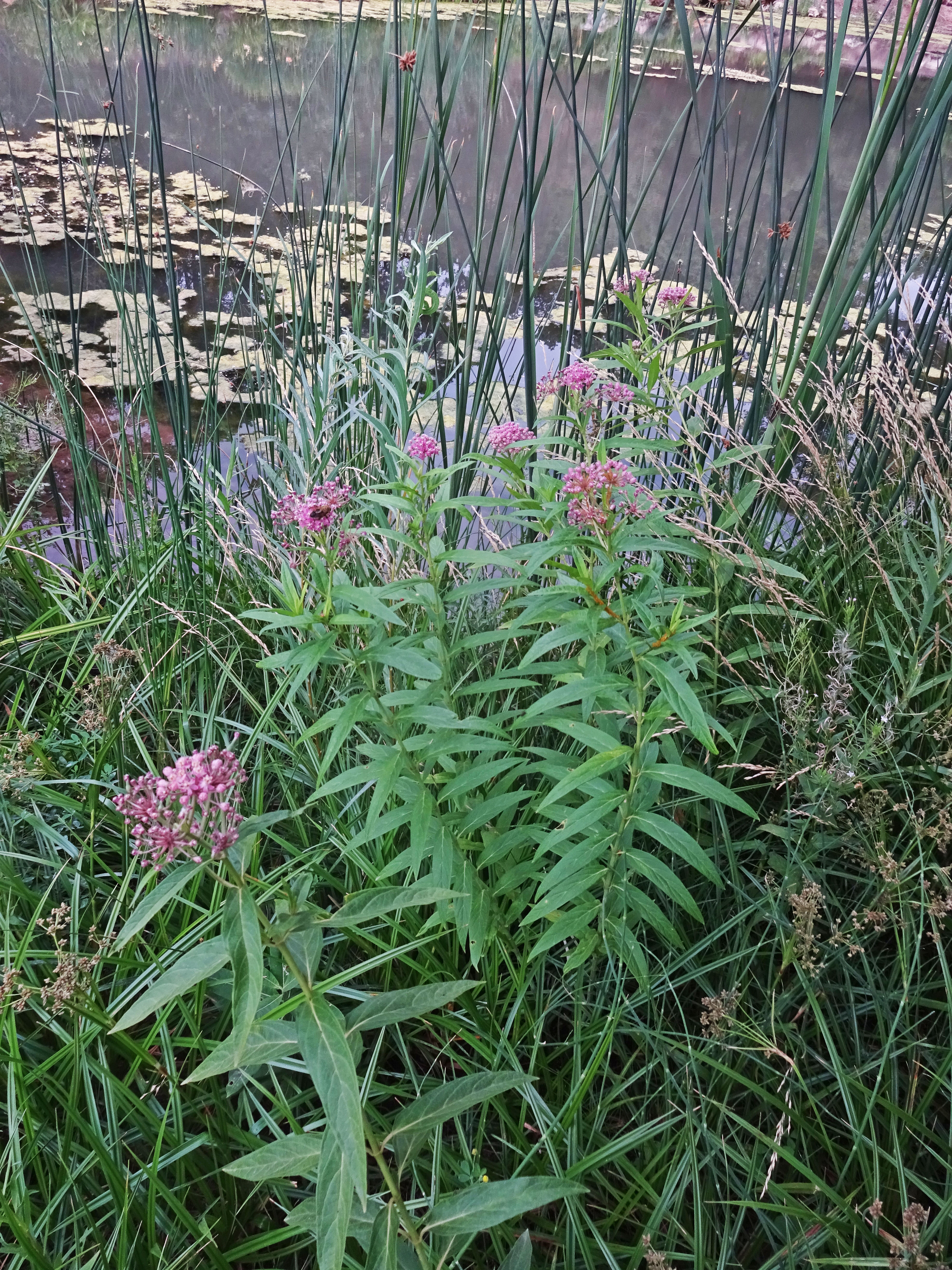
Asclepias incarnata.

## Postérité

### Rééditions
La première réédition des Plaintes d'Acante et autres œuvres par Jacques Madeleine, en 1909, permet de découvrir la version originale du Promenoir des deux amants. La même année, Adolphe van Bever reproduit la version corrigée dans la collection « Les plus belles pages » pour le Mercure de France.
En 1925, Pierre Camo publie une réédition intégrale des Amours, avec une sélection de poèmes de La Lyre et des Vers héroïques. Il s'agit de la première édition de ces recueils depuis 1662. En 1960, Amédée Carriat retient seize poèmes de l'édition de 1638 dans son Choix de pages de toute l'œuvre en vers et en prose de Tristan en plus de ceux déjà publiés dans Plaintes d'Acante en 1633, dont Le Promenoir des deux amants. En 1962, Philip Wadsworth le reprend dans son choix de Poésies de Tristan pour Pierre Seghers.
Le poème est très souvent repris dans des anthologies : Jean-Louis Vaudoyer, en 1933, « le trouve dans tout bon florilège ». En 1949, André Gide ne retient pas d'autre poème de Tristan L'Hermite dans son Anthologie de la poésie française, et n'en retient que huit quatrains. 
L'Anthologie de la poésie française, dans la Bibliothèque de la Pléiade, reproduit la version intégrale et corrigée du Promenoir des deux amants.

### Mélodies
Le Promenoir des deux amants a été mis en musique à plusieurs reprises : Jean-Baptiste Weckerlin retient six quatrains du poème, en 1868, sous le titre La Promenade pour chant et piano.
L'adaptation la plus célèbre est celle de Claude Debussy, avec trois mélodies composées de 1904 à 1910, reprenant les strophes 1, 2 et 4 (depuis « Auprès de cette grotte sombre »), 14 à 16 (« Crois mon conseil, chère Climène ») et 22 à 24 (« Je tremble en voyant ton visage »), publiées sous le même titre que le poème de Tristan.

### Édition originale
- Tristan L'Hermite, Les Amours, Paris, Pierre Billaine et Augustin Courbé, 1638, 213 p. (lire en ligne)

### Éditions modernes
- Jacques Madeleine (introduction, notes et analyse), Les Plaintes d'Acante et autres œuvres, Paris, Édouard Cornély & Cie, 1909, XXXI-242 p. (lire en ligne)
- Pierre Camo (préface et notes), Les Amours et autres poésies choisies, Paris, Garnier Frères, 1925, XXVII-311 p.

#### Œuvres complètes
- Jean-Pierre Chauveau et al., Tristan L'Hermite, Œuvres complètes (tome II) : Poésie I, Paris, Honoré Champion, coll. « Sources classiques » (no 41), 2002, 576 p. (ISBN 978-2-7453-0606-7)

#### Anthologies
- Amédée Carriat (présentation et annotations), Tristan L'Hermite : Choix de pages, Limoges, Éditions Rougerie, 1960, 264 p.
- Jean-Pierre Chauveau, Gérard Gros et Daniel Ménager, Anthologie de la poésie française : Moyen Âge, XVIe siècle, XVIIe siècle, Paris, Gallimard, coll. « La Pléiade » (no 466), 2000, 1586 p. (ISBN 2-07-011384-1)
- André Gide, Anthologie de la poésie française, Paris, Gallimard, coll. « La Pléiade » (no 75), 2000 (1re éd. 1949), 846 p. (ISBN 2-07-010010-3)
- Adolphe van Bever (notice et appendices), Tristan L'Hermite, Paris, Mercure de France, coll. « Les plus belles pages », 1909, 320 p.
- Philip Wadsworth (présentation et notes), Tristan L'Hermite : Poésies, Paris, Pierre Seghers, 1962, 150 p.

### Ouvrages généraux
- Philippe Martinon, Les Strophes : Étude historique et critique sur les formes de la poésie lyrique en France depuis la Renaissance, Paris, Honoré Champion, 1912, 615 p.
- Collectif et Jean Tortel (éd.), Le préclassicisme français, Paris, Les Cahiers du Sud, 1952, 374 p.
Jean Tortel, Quelques constantes du lyrisme préclassique, p. 123–161

### Biographie
- Napoléon-Maurice Bernardin, Un précurseur de Racine : Tristan L'Hermite, sieur du Solier (1601-1655), sa famille, sa vie, ses œuvres, Paris, Alphonse Picard, 1895, XI-632 p. (lire en ligne)

### Articles et analyses
- Ernest Serret, « Un précurseur de Racine : Tristan L'Hermite », Le Correspondant, no LXXXII,‎ 25 avril 1870, p. 334-354 (lire en ligne)
- Jean-Louis Vaudoyer, « Propos et promenades : 1633-1933 », Les Nouvelles littéraires, Paris,‎ 16 décembre 1933 (lire en ligne)

### Cahiers Tristan L'Hermite
- Cahiers Tristan L'Hermite, Les Fortunes de Tristan, Limoges, Éditions Rougerie (no XVII), 1995, 72 p.
François Lesure, Claude Debussy et Le promenoir des deux amants, p. 50–53